# Венец капелл
Вене́ц капе́лл — ряд капелл, окружающих апсиду и отделённых от хора деамбулаторием.
Венцы капелл появились в архитектуре романского периода в связи с увеличением количества культов местных святых, мощей и реликвий. Кроме того, храмы стали посвящать одновременно нескольким святым, что требовало не одного, а многих алтарей.
Наиболее завершённую форму венец капелл приобрёл в готической архитектуре: малые капеллы-апсидиолы располагались симметрично, по осям, исходящим из единого центра в средокрестии храма.